# Neuillé-le-Lierre
Neuillé-le-Lierre és un municipi francès, situat al departament de l'Indre i Loira i a la regió de Centre – Vall del Loira. L'any 2007 tenia 711 habitants.

## Demografia

### Població
El 2007 la població de fet de Neuillé-le-Lierre era de 711 persones. Hi havia 272 famílies, de les quals 60 eren unipersonals (32 homes vivint sols i 28 dones vivint soles), 80 parelles sense fills, 112 parelles amb fills i 20 famílies monoparentals amb fills.
La població ha evolucionat segons el següent gràfic:
Habitants censats

### Habitatges
El 2007 hi havia 315 habitatges, 273 eren l'habitatge principal de la família, 22 eren segones residències i 20 estaven desocupats. 305 eren cases i 7 eren apartaments. Dels 273 habitatges principals, 203 estaven ocupats pels seus propietaris, 66 estaven llogats i ocupats pels llogaters i 4 estaven cedits a títol gratuït; 1 tenia una cambra, 10 en tenien dues, 54 en tenien tres, 62 en tenien quatre i 146 en tenien cinc o més. 213 habitatges disposaven pel capbaix d'una plaça de pàrquing. A 111 habitatges hi havia un automòbil i a 145 n'hi havia dos o més.

### Piràmide de població
La piràmide de població per edats i sexe el 2009 era:
| Homes | Edats   | Dones |
| ----- | ------- | ----- |
| 0     | 95 o +  | 0     |
| 0     | 90 a 94 | 4     |
| 4     | 85 a 89 | 8     |
| 8     | 80 a 84 | 0     |
| 8     | 75 a 79 | 12    |
| 12    | 70 a 74 | 12    |
| 12    | 65 a 69 | 16    |
| 12    | 60 a 64 | 16    |
| 24    | 55 a 59 | 12    |
| 16    | 50 a 54 | 20    |
| 8     | 45 a 49 | 20    |
| 24    | 40 a 44 | 12    |
| 8     | 35 a 39 | 20    |
| 32    | 30 a 34 | 24    |
| 16    | 25 a 29 | 8     |
| 16    | 20 a 24 | 20    |
| 4     | 15 a 19 | 28    |
| 4     | 10 a 14 | 16    |
| 12    | 5 a 9   | 20    |
| 32    | 0 a 4   | 20    |

## Economia
El 2007 la població en edat de treballar era de 435 persones, 365 eren actives i 70 eren inactives. De les 365 persones actives 338 estaven ocupades (186 homes i 152 dones) i 27 estaven aturades (6 homes i 21 dones). De les 70 persones inactives 29 estaven jubilades, 18 estaven estudiant i 23 estaven classificades com a «altres inactius».

### Ingressos
El 2009 a Neuillé-le-Lierre hi havia 293 unitats fiscals que integraven 762,5 persones, la mediana anual d'ingressos fiscals per persona era de 17.720 €.

### Activitats econòmiques
Dels 21  establiments que hi havia el 2007, 1 era d'una empresa alimentària, 6 d'empreses de construcció, 3 d'empreses de comerç i reparació d'automòbils, 2 d'empreses de transport, 2 d'empreses d'hostatgeria i restauració, 2 d'empreses immobiliàries, 3 d'empreses de serveis, 1 d'una entitat de l'administració pública i 1 d'una empresa classificada com a «altres activitats de serveis».
Dels 9 establiments de servei als particulars que hi havia el 2009, 2 eren paletes, 2 guixaires pintors, 1 fusteria, 1 perruqueria, 2 restaurants i 1 agència immobiliària.
L'únic establiment comercial que hi havia el 2009 era una fleca.
L'any 2000 a Neuillé-le-Lierre hi havia 20 explotacions agrícoles que ocupaven un total de 1.100 hectàrees.

## Equipaments sanitaris i escolars
El 2009 hi havia una escola elemental integrada dins d'un grup escolar amb les comunes properes formant una escola dispersa.

## Poblacions més properes
El següent diagrama mostra les poblacions més properes.